# Ice Cube
O'Shea Jackson Sr. (sinh ngày 15 tháng 6 năm 1969), được biết đến với nghệ danh Ice Cube, là một rapper và diễn viên người Mỹ. Ice Cube là một trong những nghệ sĩ sáng lập của gangsta rap, ban đầu anh đã nhận được sự công nhận là tác giả sáng tác chính và là thành viên của các nhóm hip hop nổi tiếng C.I.A. và N.W.A,  trong đó nhóm thứ hai đã trở nên nổi tiếng một cách cực đoan vì đã đẩy đến tận cùng ranh giới của nội dung ca từ trong nhạc phổ biến chính, cũng như hiệu ứng hình ảnh thị giác trong các video âm nhạc.
Sau khi rời khỏi N.W.A vào tháng 12 năm 1989, Ice Cube bắt tay vào sự nghiệp solo thành công, phát hành các album AmeriKKKa's Most Wanted (1990) và Death Certificate (1991), cả hai đều đạt được chứng nhận bạch kim tại Hoa Kỳ, trong khi cũng được phân loại như các album định hình của những năm 1990. Phần lớn sản phẩm âm nhạc của ông đã chứa đựng những lời bình luận và kể chuyện về chính trị xã hội cay nghiệt, và chúng đã giúp anh giành được nhiều giải thưởng từ nhiều ấn phẩm và nghệ sĩ, thường được coi là có ảnh hưởng nhất quán, cũng như thừa nhận anh là một trong những rapper hay nhất mọi thời đại.
Sau khi phát hành Death Certificate, Ice Cube tiếp tục nổi tiếng hơn nữa với vai diễn của anh trong bộ phim được đánh giá cao Boyz n the Hood (1991), trong khi anh vẫn vừa viết kịch bản vừa đóng vai trong phim truyền hình Friday , đổi mới hình ảnh công chúng của anh như một ngôi sao điện ảnh. Ice Cube cũng đóng trong các phim truyền hình trong Barbershop, Ride Along, and XXX, anh cũng là nhà sản xuất của vài phim khác như Straight Outta Compton (2015), một phim tiểu sử về ban nhạc N.W.A.
Ice Cube cũng đã sáng lập thương hiệu quần áo Solo by Cube cho riêng anh, cũng như giải đấu bóng rổ 3 on 3 BIG3, được nhiều cầu thủ bóng rổ NBA về hưu tham gia.